# Live Free or Die
"Live Free or Die" (pol. "Żyj wolnym lub zgiń") — to od roku 1945 oficjalne motto New Hampshire (jednego ze stanów USA). Autorem hasła jest generał John Stark.

## Historia
Motto zostało zapisane dnia 31 lipca 1809 w liście generała Starka do weteranów bitwy pod Bennington. Odmawiał on w nim wspólnego świętowania rocznicy tejże bitwy z powodu złego stanu zdrowia. List podsumował następującym zdaniem:
Live free or die: Death is not the worst of evils.
(pol. Żyj wolnym lub zgiń: Śmierć nie jest najgorszym złem)
To hasło, silnie nawiązujące do filozofii i polityki niepodległości - przewijających się w całej historii USA - stało się oficjalnym mottem stanu New Hampshire w roku 1945; obecnie jest jednym z bardziej znanych.

## Hasło na tablicach rejestracyjnych
W roku 1971 władze New Hampshire zarządziły, że zdanie to pojawi się na tablicach rejestracyjnych lokalnych pojazdów.
Takie postanowienie znalazło swoich przeciwników. Jeden z nich - pewien Świadek Jehowy, George Maynard - w roku 1974 zaczął ukrywać część hasła "or die" (pol. lub zgiń) na własnych pojazdach, gdyż kłóciło się to z jego przekonaniami religijnymi. Sąd stanu pierwotnie nie przyznał mu racji i w latach 1974–1975 w serii symbolicznych wyroków orzekał, że Maynard narusza prawo i nie może kontynuować ukrywania części hasła na swoich tablicach rejestracyjnych.
Jednak 20 kwietnia 1977, Sąd Najwyższy Stanów Zjednoczonych dostrzegł podobieństwo sprawy Maynarda ze sprawą z roku 1943, z której wynikało, iż uczniowie nie mogą być zmuszeni do czczenia symbolu państwa, jakim jest flaga. W konsekwencji stwierdzono, że władze New Hampshire nie mogą już sankcjonować nakazu eksponowania hasła i dłużej ścigać kierowców ukrywających je na ich własnych pojazdach.

## Inne Odniesienia i nawiązania do hasła

### Historyczne
1 stycznia 1804, Jean-Jacques Dessalines ogłosił po trwających od 1790 wystąpieniach niepodległościowych, powstanie Cesarstwa Haiti (wówczas kolonii francuskiej, opierającej gospodarkę o niewolniczą pracę murzynów na plantacjach cukru i kawy), a dwa lata później Republiki Haiti. Dessalines miał rozerwać flagę francuską krzycząc "Vivre libre ou mourir!", co znaczy "Żyj wolnym lub zgiń".

### UNIX
Hasło zyskało popularność wśród użytkowników systemu UNIX, również ceniących sobie niezależność. Spopularyzowali je inżynierowie Digital Equipment Corporation (DEC). Bill Hannon, który pracował przy systemie UNIX, zarejestrował swojego Nissana 280ZX wybierając litery "UNIX" na jego tablicę i dowód rejestracyjny. Pomysł został powielony przez Armando P. Stettnera, podczas przygotowywania konferencji organizowanej przez USENIX. Postanowił wydrukować własne tablice z napisem "UNIX", jako gadżety. Ostatecznie jednak tablicę stanu Floryda - jakiej używał Bill Hannon - postanowiono zamienić na tę znaną ze stanu New Hampshire z mottem "Live free or die". Później, gdy tylko Bill i Karen Hannon przeprowadzili się i kombinacja liter "UNIX" była ponownie dostępna, Armando natychmiast zarejestrował swoją Toyotę w stanie New Hampshire w roku 1983 z taką nazwą na tablicy.

### W kulturze masowej

#### Książki
- "Live Free or Die" to tytuł powieści Ernesta Heberta z roku 1990.

#### Seriale
- "Live Free or Die" to tytuł 6. odcinka 6. serii serialu "Rodzina Soprano".
- Jedna z planet w serialu "Futurama" posiadała motto "Live free or don't".
- "Live Free or Die" jest tytułem 1. odcinka 5. sezonu serialu "Breaking Bad".

#### Filmy
- "Live Free or Die" - komedia z roku 2006
- Angielski tytuł filmu "Szklana pułapka 4.0" to "Live Free or Die Hard"

#### Muzyka
- Grupa D.O.A. nagrała w roku 2004 album zatytułowany "Live Free or Die"